# Romantique (Franck Dubosc)
Pour les articles homonymes, voir Romantique.
Romantique est le deuxième spectacle de l'humoriste Franck Dubosc, produit en 2004-2006.

## Fiche technique
Réalisation : Serge Khalfon
Enregistré les: 26 et 27 novembre 2004 Au Bataclan A Paris
Production : Gilles Petit et Marie-Laurence Berthon
Interprété et écrit par : Franck Dubosc
Sortie du DVD : 5 octobre 2005